# Коракоидна кост
Коракоидна кост је део раменог појаса скелета кичмењака. Заједно са кључном, ове две кости налазе се са трбушне стране и потпуно се ослањају на грудну кост. Код сисара, коракоидна кост је редукована и сведена на наставак на лопатици назван „Гавранов кљун“. Код неких сисара, чији се удови једнолико крећу (напред, назад), ишчезава и кључна, па се њихов рамени појас састоји само од лопатице.